# Oytier-Saint-Oblas
Oytier-Saint-Oblas este o comună în departamentul Isère din sud-estul Franței. În 2009 avea o populație de 12 de locuitori.

## Evoluția populației
| An        | 1975 | 1982 | 1990 | 1999 | 2006 | 2009 |
| --------- | ---- | ---- | ---- | ---- | ---- | ---- |
| Populație | 25   | 8    | 9    | 16   | 12   | 12   |